# Rodrigo García (wielki mistrz)
Rodrigo García – wielki mistrz zakonu Kalatrawy w latach 1212–1216.
Jego czasy to okres  wyraźnego wzrostu potęgi, autorytetu i znaczenia zakonu, stającego się wzorem dla innych iberyjskich zakonów rycerskich. Wyrazem tego jest otrzymanie w 1212 r.  tymczasowej kontroli nad portugalskim zakonem Avis w celu jego reformy i przekształcenia jego struktury i statutów na wzór zakonu Calatravy.